# ぬ
ぬ або ヌ (/nu/; МФА: [nu] • [nɯ]; укр. ну) — склад в японській мові, один зі знаків японської силабічної абетки кана. Становить 1 мору. Розміщується у комірці 3-го рядка 5-го стовпчика таблиці ґодзюон.

## Короткі відомості

### Опис
Фонема сучасної японської мови. Складається з одного ясенного приголосного звука та одного неогубленого голосного заднього ряду високого піднесення /u/ (う).
| Ясенний носовий: |  | /n/ → | ぬ | [nɯ] |  |

### Порядок
Місце у системах порядку запису кани:
- Порядок ґодзюону: 23.
- Порядок іроха: 10. Між り і る.

### Абетки
- Хіраґана: ぬ

Походить від скорописного написання ієрогліфа 奴 (ну, раб).
- Катакана: ヌ

Походить від скорописного написання верхньої правої складової ієрогліфа 奴 (ну, раб).
- Манйоґана: 奴 • 努 • 怒 • 農 • 濃 • 沼 • 宿

### Транслітерації
- Кирилиця:
Система Поліванова: НУ (ну).
Альтернативні системи: НУ (ну).
- Латинка
Система Хепберна: NU (nu).
Японська система: NU (nu).
JIS X 4063: nu
Айнська система: NU (nu).

### Інші системи передачі
- Шрифт Брайля:
| ●● －－ ●－ |
- Радіоабетка: НУмацу но НУ (沼津のヌ; «ну» Нумадзу)
- Абетка Морзе: ・・・・